# Julia Clukey
Julia Clukey (Augusta, 29 aprile 1985) è un'ex slittinista statunitense.

## Biografia
Pratica lo slittino dall'età di 14 anni e nel 2002 ha iniziato a gareggiare per la nazionale statunitense nella specialità del singolo. 
Si distinse nelle varie categorie giovanili conquistando due medaglie ai mondiali juniores, di cui una d'oro vinta nella gara a squadre a Schönau am Königssee 2003 e una di bronzo ottenuta nel singolo a Winterberg 2005. Si è inoltre classificata seconda nella graduatoria finale della Coppa del Mondo giovani nel 2000/01.
A livello assoluto ha esordito in Coppa del Mondo nella prima gara della stagione 2002/03, disputatasi a novembre 2002 a Park City, piazzandosi al 13º posto nel singolo; centrò il suo primo podio il 6 gennaio 2008 a Schönau am Königssee, dove concluse la gara a squadre al terzo posto con i compagni Tony Benshoof, Christian Niccum e Dan Joye, mentre nel singolo ottenne il suo unico piazzamento a podio l'8 febbraio 2013 a Lake Placid, terminando la gara al secondo posto. In classifica generale come miglior risultato si è piazzata al 6º posto nel singolo nel 2012/13.
Ha partecipato ai Giochi olimpici invernali di a Vancouver 2010, dove ha concluso in 17ª piazza nel singolo.
Ha inoltre preso parte a sei edizioni dei campionati mondiali gareggiando esclusivamente nel singolo e totalizzando quale miglior risultato il quinto posto ottenuto a Lake Placid 2009. 
Ai campionati pacifico-americani ha invece vinto la medaglia d'oro nel singolo a Lake Placid 2013.
Concluse la sua carriera agonistica il 14 febbraio 2015 in occasione dei campionati mondiali di Sigulda 2015, concludendo la gara del singolo al 17º posto.

## Palmarès

### Mondiali juniores
- 2 medaglie:
  - 1 oro (gara a squadre a Schönau am Königssee 2003)
  - 1 bronzo (singolo a Winterberg 2005).

### Campionati pacifico-americani
- 1 medaglia:
  - 1 oro (singolo a Lake Placid 2013).

### Coppa del Mondo
- Miglior piazzamento in classifica generale nel singolo: 6ª nel 2012/13.
- 3 podi (1 nel singolo, 2 nelle gare a squadre):
  - 2 secondi posti (1 nel singolo, 1 nelle gare a squadre);
  - 1 terzo posto (nelle gare a squadre).

### Coppa del Mondo giovani
- Miglior piazzamento in classifica generale nella specialità del singolo: 2ª nel 2000/01.